# Vangueriella letestui
Vangueriella letestui är en måreväxtart som beskrevs av Bernard Verdcourt. Vangueriella letestui ingår i släktet Vangueriella och familjen måreväxter.
Artens utbredningsområde är Gabon. Inga underarter finns listade i Catalogue of Life.